# Opata (Volk)
Die Opata (aus dem Dialekt der Oberen Pima Ohp – ‘Feinde’ oder Obagg'ata – ‘einen Feind haben’) waren eine Stammesgruppe der Taracahitian-Abteilung der uto-aztekischen Sprachfamilie, die im nordöstlichen und zentralen Sonora sowie im nordwestlichen Chihuahua in Mexiko und am Golf von Kalifornien (Golfo de California) lebte.

## Gruppen der Opata
- Eudeve (Eh-oo-deh-veh, Eigenbez.: Deve – ‘Volk’, größte Gruppe der Opata, deren Dörfer und Städte im nordwestlichen, westlichen und südlichen Teil der Opateria lagen)
- Teguima (auch Tehuima, Teh-wee-mah – ‘Fluss-Volk’, zweitgrößte Gruppe der Opata, lebten im nordöstlichen Teil der Opateria)
- Jova (Ho-vah – ‘Wasser-Volk’, kleinste Gruppe der Opata, lebten im südöstlichen Teil der Opateria)

Die Jova lebten ursprünglich in acht Dörfern, verloren aber im 17. Jahrhundert ihre Identität als eigenständige Gruppe durch Heiraten mit den benachbarten Eudeve, in denen sie später aufgingen.
Im Gegensatz zur allgemein vorherrschenden Meinung, dass die heute gebräuchliche Stammesbezeichnung aus einem Dialekt der Oberen Pima entlehnt ist, bezeichneten laut mündlicher Überlieferung der Opata manche Tehuima-Dörfer sich als Opata (‘Eisenerz-Volk’), da es große Eisenerzvorkommen in ihrem Territorium gab. Da die Speerspitzen der Opata aus Eisenerz bestanden, waren diese Tehuima auch als die ‘Eisernen Speer-Leute’ bekannt.
In einigen wenigen völkerkundlichen Schriften wird berichtet, die Opata hätten sich allgemein als Joylraua bezeichnet. Laut den Opata bezeichnete Joylraua nur ein Dorf der Eudeve, das nach einem berühmten Häuptling benannt worden war.
Bekannte Dörfer der Opata sind: Acônche, Aibin, Alamos, Aribetzi, Arispe, Babiácora, Babispes, Bacadévatzi, Bacanôra, Bacóbitzi, Banámitzi, Bâtanes, Batuco, Bâtziner, Chinapa, Cuchuricac, Cucúripe, Cúmupas, Cuquiaratzi, Debatzi, Matape, Nacori, Oppôsura, Oppotu, Saracatzi, Sauaripa, Setásura, Teúricatzi, Toâ^pa, Tonitzi, Uasserác, Uépaca, Vásdabas und Zenoquippe.
Eine Gruppe der Opata hatte sich zudem den zu den Pueblo-Indianern angehörenden Tano angeschlossen und bewohnte die Pueblos Mochilagua und Vallecillo.

## Geschichte
Die Opata zählten zu den kriegerischsten und wagemutigsten Stämmen in Sonora und wurden durch ihre ständigen Überfälle gegenüber den benachbarten Oberen Pima (Akimel O’Odham, Ak-Chin O’Odham, Sobaipuri und Tohono O’Odham) zur beständigen Bedrohung ihrer Siedlungen, so dass diese Teile ihrer Stammesgebiete, der Pimeria Alta, aufgaben und die Opata diese Gebiete nun beanspruchten. Hierdurch wurden die Siedlungsgebiete der Pima Alto (Oberen Pima) und die der Pima Bajo (Unteren Pima) durch den Zuzug und die Expansion der Opata vom Süden sowie der Apachen aus dem Norden gespalten. Die Opata hatten schließlich ihr Gebiet bis ins südliche Arizona in die Huachuca Mountains ausgedehnt.
Nachdem aber auch die Opata durch die immer zahlreicheren und bedrohlicheren Raubzüge der Apachen, insbesondere der Chiricahua sowie der Westlichen Apachen, zunehmend bedroht wurden, stellten sie sich den Spaniern (und später den Mexikanern) als äußerst zuverlässige Hilfstruppen und Scouts gegen diese zur Verfügung. Zur Abwehr der gemeinsamen Feinde aus dem Norden bauten die Spanier quer durch die Pimeria Alta und die Opateria eine Presidio-Linie, die dauernd mit spanischen Soldaten sowie mit Pima- und Opata-Kriegern besetzt war. Zudem erzwangen die Spanier einen Ausgleich zwischen Opata und Pima für die Verteidigung der spanisch-indianischen Grenze zur Apacheria. Durch die Presidios, den Frieden zwischen Pima und Opata sowie den gemeinsamen Kriegsdienst gegen die Apachen entstanden wieder Handelsbeziehungen sowie kulturelle Kontakte zwischen den Oberen Pima und den Unteren Pima (O’Ob, O’Odham) die vorher durch die Opata unterbunden worden waren. Trotz der Unterstützung durch die Spanier konnten die Opata den vordringenden Apachen nicht standhalten und mussten schließlich ihre nördlichen Gebiete im Süden Arizonas aufgeben und südwärts nach Zentral-Sonora ziehen.
Wegen der ständigen Kriegs- und Raubzüge der Apachen gegen die Pima-Gruppen sowie gegen die Opata baten diese Stämme um Entsendung von Missionaren und übernahmen schnell das Christentum, um Schutz vor ihren indianischen Feinden aus dem Norden zu finden. Aber keiner dieser Stämme nahm den spanischen Lebensstil schneller und erfolgreicher an als die Opata, so dass diese Mitte des 18. Jahrhunderts von den benachbarten Spaniern und Mestizen fast nicht mehr als indigene Nation wahrgenommen werden konnten.
Die Opata und die Pima-Gruppen wurden schnell zur wichtigsten Stütze für die spanischen Siedlungen, Städte und Missionen und zum Bollwerk gegen die raubenden Apachen. Die Spanier bezeichneten sie wegen ihrer treuen Dienste als die tapfersten, edel gesinntesten (nobelsten) und loyalsten unter allen freundlich gesinnten Stämmen – die Tlaxcalteken des Landesinneren. Die besonders guten Beziehungen zwischen Spaniern (und später Mexikanern) und Opata wurden nur durch eine fehlgeschlagene Verschwörung von 1696, kleinere Unruhen im 18. Jahrhundert sowie einen größeren Aufstand 1820 während des Mexikanischen Unabhängigkeitskriegs getrübt. Die Gründe für diese Unruhen waren meistens, dass die Spanier die Opata-Krieger zu lange in den Kriegsdienst gegen die Apachen zwangen, so dass oft die Felder, aus Angst vor den Apachen, von den Frauen nicht bestellt werden konnten (und daher Hungersnöte auftraten) – oder die verlassenen Opata-Siedlungen völlig wehrlos gegenüber Überfällen der Apachen waren.
Obwohl die Pima und Opata oft gemeinsam die Missionen, Städte und Siedlungen verteidigten, betrachteten die Opata die Pima als ihnen kulturell unterlegen – was diese natürlich von sich wiesen. [Dies ist ein Beispiel unter vielen, wenn eine Gruppe durch Assimilation sich nun als kulturell ‘höher’ und ‘zivilisierter’ gegenüber einer (vor der Assimilation kulturell ebenbürtigen) Gruppe bezeichnet]. Doch die Jesuiten verstärkten die Spannungen zwischen den Stämmen nur noch – indem sie Opata als ihre Assistenten in Pima-Missionen einstellten und diesen Autorität und Macht über die dort ansässigen Pima gaben. 1695 erhoben sich die Pima, töteten einige Jesuiten und deren Opata-Helfer, zerstörten die Mission Altar und attackierten die Mission Caborca. Nach einem misslungenen Friedensgespräch zwischen Opata, Pima und Spaniern, bei dessen Ausgang einige Pima getötet wurden, flohen diese und zerstörten spanische Städte und Haciendas. Erst nach einigen Militäraktionen der Spanier und Opata sowie jahrelangen Verhandlungen gelang es Pater Eusebio Francisco Kino, einen Ausgleich zwischen den Parteien zu erreichen.
Gegen 1780 waren reguläre Hilfstruppen der Pima und Opata in sechs Presidios in Sonora stationiert, die Opata durften im Gegensatz zu den Pima ihre eigenen Kommandanten wählen. Beide Stämme waren verpflichtet, den Spaniern immer eine bestimmte Anzahl an Kriegern für die Grenzverteidigung gegen die Apachen zu stellen – außerdem gelang es den Spaniern, die Opata davon zu überzeugen, sich in größeren Ansiedlungen rund um die Missionen anzusiedeln.
Als die Sobaipuri die Täler des San Pedro River und des Santa Cruz River ab 1762 endgültig wegen der Apachen räumen mussten, waren diese Täler offen für immer größere Gruppen der Apachen, um nach Süden in Mexiko spanische und indianische Siedlungen zu überfallen. Als Resultat dieser Kriege baten die Opata um die Einrichtung einer weiteren regulären Presidio-Kompanie, bestehend aus Opata-Kriegern, in Baserac oder Bavispe. Die Opata dieser Region waren besonders hart von den Apachen-Raubzügen betroffen und stark dezimiert worden. Um den Angriffen der Apachen noch besser begegnen zu können, wurde zudem noch ein neues Presidio in Buenavista errichtet, das von Pima und Opata besetzt war.
Auch später, unter den Mexikanern und Amerikanern, stellten die Opata tapfere und kühne Scouts, wenn es gegen ihre indianischen Erzfeinde aus dem Norden ging.

## Sozio-Politische Organisation
Der größte Teil der Opateria bestand aus Bergketten, Hochebenen und Flusstälern. Entlang der Flüsse lagen meist die kleinen Siedlungen der Opata.
Die Opata lebten in matrilinear (Herkunft und meist auch Besitz leitet sich von der mütterlichen Seite her) organisierten Dörfern, die zugleich auch als Clan angesehen wurden. Jedes Dorf hatte einen aus Männern und Frauen bestehenden Ältestenrat, der normalerweise auch den Dorfhäuptling stellte (meist auf Grund seines Alters und Ansehens). Der Häuptling des Dorfes war hierbei mehr ein Berater, Vermittler, Sprecher als auch Anwalt für das Dorf.
Zudem gab es noch Häuptlinge für den Krieg und für die Jagd (da Krieg und Jagd verschiedene ‘Mächte’ darstellten), die meistens erfahrene und angesehene Männer waren.
Neben den Häuptlingen gab es noch den Nemútz (Schamanen), der Naturheilpraktiker, Arzt, Heiler, Hexer sowie spiritueller und zeremonieller Führer, Berater und Lehrer in einem war. Die Mehrheit der Nemútz waren Männer, aber manche Dörfer hatten weibliche Schamanen.
Die Opata waren in der Regel friedlich und nicht-imperialistisch, insbesondere waren ihre kriegerischen Auseinandersetzungen mit benachbarten Stämmen – mit Ausnahme der Oberen Pima – nicht auf Landgewinn oder Hegemonie über diese bestimmt. Die Stammesräte der von meist einem Clan dominierten Dörfer und Siedlungen, beschlossen für bestimmte gesellschaftliche Verstöße verschiedenen Formen der Wiedergutmachung, die von der Straftat abhingen – vorübergehende oder dauerhafte Verbannung aus dem Dorf oder Gebiet und in schweren Fällen, die Tötung des Täters.
Oft kam es zwischen benachbarten Opata-Clans (Dörfer und Siedlungen) zu kurzen bewaffneten Konflikten untereinander. In den meisten Fällen begannen diese Konflikte durch kleinliche Auseinandersetzungen zwischen zwei oder mehr Individuen, die dann sich die Unterstützung ihres Clans (des Dorfs oder der Siedlung) sicherten – ohne vorherige Absprache mit den Häuptlingen und Ältesten.
Manchmal wurde auch ein Nemútz (Schamane) von Kriegern eines (vorübergehend) rivalisierenden Clans getötet, da er verdächtigt wurde, einen oder mehrere Bewohner der zu diesem Clan gehörenden Dörfer mit einem Fluch belegt zu haben, da die Opata sich das Auftreten einer plötzlichen schweren Krankheit, Verletzung oder Tod nicht anders zu erklären wussten.

## Sprache
Die Dialekte der drei Stammesgruppen der Opata gehörten zum Taracahitian der uto-aztekischen Sprachfamilie und waren daher eng verwandt mit den ebenfalls uto-aztekischen Sprachen der benachbarten Pima (Obere und Untere Pima), den Tarahumara (Eigenbez. Raramuri) sowie den Cahita-Sprechern (Yaqui und Mayo).
Die Bezeichnung für den Dialekt der Eudeve ist Dohema, die Teguima sprachen Tehuima und die Jova sprachen Jova. Alle Dialekte waren untereinander verständlich. Da die Jova im 17. Jahrhundert in den Eudeve aufgingen, starb der Jova-Dialekt im 18. Jahrhundert aus.
Heute gelten allgemein die verschiedenen Dialekte der Opata als ausgestorben.

## Demographie
Die Spanier betrachteten die verschiedenen Gruppen als eine Stammeseinheit, da sie kulturell und sprachlich fast nicht zu unterscheiden waren. Die Franziskaner schätzten die gesamten Opata auf ca. 20.000 Menschen. Heute gibt es keine Vollblut-Opata mehr, aber Nachkommen aus Verbindungen mit benachbarten Stämmen und Spaniern (Mexikanern), die immer noch die Mehrheit im Gebiet der ehemaligen Opateria stellen. Zudem wohnen viele Opata-Nachkommen in anderen Gebieten Sonoras sowie Mexikos als auch im Südwesten der USA.